# Xcas
Xcas (otvoreni kod) je korisničko sučelje u Giac, besplatnom, osnovnom računalnom algebarskom sustavu za Microsoft Windows, Apple macOS i Linux / Unix. Giac se može koristiti izravno unutar drugog C++ programa.
Xcas / Giac je open source projekt koji je razvio Bernard Parisse-dr. na Sveučilištu Joseph Fourier u Grenobleu (Isère) od 2000. godine. Temelji se na iskustvu stečenom u Parisseovom bivšem Erable projektu.
Giac ima režim kompatibilnosti s Maple i MuPAD softverom i TI-89, TI-92 i Voyage 2000 kalucculators. Korisnici mogu koristiti Giac / Xcas kao besplatni softver kompatibilan s Mapleom kako bi razvili formalne algoritme ili ga koristili u drugom softveru.
Pocket CAS i CAS Calc P11 koriste Giac. U 2013. godini također je integrirana u smislu GeoGebrene CAS-a
CmathOOoCAS, jedan OpenOffice.org dodatak koji omogućuje formalno naplatu u proračunskoj tablici Calc i pisac za obradu teksta, koristi Xcas za izračunavanje.
Sustav je također odabrao Hewlett-Packard kao CAS za HP-ov vrhunski kalkulator koji koristi motor Giac / Xcas 1.1.2 pod dvostrukom licencom.

## OS
Microsoft Windows, Apple macOS i Linux / Unix

## Naredbe (izvadci)
- Jednadžba: solve(jednadžba,x)
- Diferencijalni račun: diff(funkcija,x)
- Diferencijalna jednadžba: desolve(y'=k*y,y)

http://www-fourier.ujf-grenoble.fr/~parisse/giac/cascmd_en.pdf

## Vanjske poveznice
http://www-fourier.ujf-grenoble.fr/~parisse/giac.html